# Wróblowice (województwo małopolskie)
Wróblowice – wieś w Polsce, położona w województwie małopolskim, w powiecie tarnowskim, w gminie Zakliczyn.
W latach 1975–1998 miejscowość należała administracyjnie do województwa tarnowskiego.
W 1385 roku Spytek Melsztyński (zm. 1399), który był rzecznikiem następstwa na tronie polskim Jadwigi Andegaweńskiej i jej małżeństwa z Władysławem Jagiełłą, uzyskał od niej jako królowej prawo przeniesienia swoich dóbr na prawo magdeburskie. Wśród nich wymieniono m.in. Wróblowice. Dawniej Wróblowice dzieliły się na Wróblowice Górne (Superior) i Wróblowice Dole (Inferior), ale wspólnie należące do parafii Opatkowice (później Zakliczyn). W 1419 roku ich właścicielem był Mikołaj Rogalec z Wróblowic herbu Strzemię. Natomiast w połowie XV wieku wieś Wróblowice Górne była własnością Jakuba i Jana herbu Strzemię. Miała zagrody z rolą i 2 folwarki rycerskie. Wróblowice Dolne, których właścicielem był p. Tasicki herbu Pierzchała, miały 5 łanów kmiecych, folwarki rycerski. Ok. XVI wieku obie wsie zostały połączone. Wówczas w 1581 roku ich właścicielem był Stanisław Kowalewski.

## Integralne części wsi
| SIMC    | Nazwa      | Rodzaj    |
| ------- | ---------- | --------- |
| 0837382 | Rożnów     | część wsi |
| 0837399 | Zadworze   | część wsi |
| 0837407 | Załawcze   | część wsi |
| 0837413 | Zarzecze   | część wsi |
| 0837420 | Zazborówka | część wsi |

## Bitwa pod Wróblowicami w 1939 r.
W ramach wojny obronnej we wrześniu 1939 r. 24 Dywizja Piechoty pod dowództwem płk dypl. Bolesława Marii Krzyżanowskiego w początkowym okresie wojny pozostawała w odwodzie Naczelnego Wodza. 3 września 1939 r. przydzielono ją do odwodu południowego „Tarnów” Armii „Karpaty” (GO „Jasło”) i skierowano do rejonów wyładowczych w Tarnowie i Dębicy. Miała obsadzić linię Pilzno-Szynwałd-Tuchów.
6 września 1939 r. dywizja jeszcze koncentrowała się w rejonie Tarnowa. Za zadanie miała obronę dolnego Dunajca po Zakliczyn w celu utworzenia drugiej linii obronnej, na zapleczu wycofującej się Armii „Kraków”. Od samego rana 6 września dywizja prowadziła ciężkie walki, odrzucając natarcie niemieckiej 4 Dywizji Lekkiej pod Wróblowicami. Pod wieczór do dywizji dotarł rozkaz dowódcy Armii gen. Kazimierza Fabrycego odwrotu nad odległą o 40 km Wisłokę, osłaniając główny szlak komunikacyjny na Lwów, który był osią działania niemieckich wojsk XXII Korpusu gen. Ewalda von Kleista.